# جمال‌آباد (مشگین‌شهر)
جمال‌آباد روستایی است که در استان اردبیل، شهرستان مشگین‌شهر، بخش مرکزی، دهستان مشگین غربی قرار دارد.
در تازه‌ترین تقسیمات منطقه‌ای روستای جمال آباد تحت بخش قصابه قرار گرفته که حدود ۲کیلومتر از ان فاصله دارد.
روستای جمال آباد از سمت شمال با روستای عصر آباد (خراوان) از جنوب به روستاهای بلوس’دیبکلو' و بالیقیه (صخره عسل دار ) و از شرق و غرب به مزارع این روستاها محدود می‌شود.
شغل و پیشه مردمان این روستا بیشتر کشاورزی و دامداری (سنتی) است و درصد خیلی پایینی از مردم دارای شغل دولتی می‌باشد.
دین مردمان این روستا اسلام و تماماً اعتقاد به شیعه دوازده امامی می‌باشند.
در آخرین سرشماری انجام گرفته جمعیت این روستا به ۸۹۵ نفر افزایش یافته و تعداد خانوار به ۲۰۰رسیده.

## جمعیت
بر اساس سرشماری سال ۱۳۸۵ جمعیت این روستا ۷۷۶ نفر با ۱۷۰ خانوار بوده‌است.
و جمعیت روستای جمال آباد در 1402 نامشخص است.